# Ondřejovice (Zlaté Hory)
Ondřejovice (niem. Endersdorf) – wieś, część gminy miejskiej Zlaté Hory, położona w kraju ołomunieckim, w powiecie Jesionik, w Czechach.